# ショコラジ
『ショコラジ feat.Wink』は、RCCラジオ（中国放送）で、2014年4月6日から放送されているラジオの生ワイド番組。2020年7月13日をもって一旦番組を休止していたが、9月6日から放送が再開された。

## 概要
この番組では、20代・30代の女性を対象にした月刊タウン情報誌「ウィンク」と連携し、そのウィンク編集者が週替わりで出演し、「今からでも間に合う」「女子力アップ」をキーワードにして、「グルメ・音楽・ファッション・映画情報」などを伝える、情報ワイドである。
中国放送の社内で新型コロナウイルス感染者が出た影響で、2020年7月12日をもって番組を休止した。打ち切りではなく感染対策の措置であるため、翌8月23日に再開する予定だったのが、広島県内外の感染状況から8月末まで放送休止を延長し、9月6日から再開された。
7月19日・8月16日はTBSラジオや他地域にて同時間帯に放送している『爆笑問題の日曜サンデー』がネットされ、冒頭で休止の経緯が太田光から話されている。7月26日から8月2日は自社制作番組で穴埋めされ、8月9日は本来であればプロ野球中継で休止される『中四国ライブネット』（この週はRCC担当回）の振替放送に充てていた。なお、12月21日も同様に休止となり『日曜サンデー』がネットされた。

## 放送時間
- 毎週日曜 13:00-14:55（1時間55分）
  - 『RCCカープデーゲーム中継』が放送される場合は、ショコラジは放送時間が短縮される（中止時はカープデーゲームのスタジオバージョンとしてフルバージョンを行う）。
  - 前日に『RCCカープナイター』の中継が延長された場合、14時台に『明日へのエール〜ことばにのせて〜』が放送され、ショコラジは放送時間が短縮されることがある。

過去の放送時間
- 毎週日曜 12:00-14:55（2時間55分）
  - 2016年3月までは毎週日曜 11:00-11:55/13:00-14:55の2部構成だった。12時台は12:00-12:30は『三菱電機プレゼンツ戸田恵子オトナクオリティ』、12:30-12:55は『佐々木リョウのバリＡじゃんラジオ』、12:55-13:00は中国新聞ニュースが放送された。
  - 『RCCカープデーゲーム中継』が15時以前に開始される場合は、放送時間を短縮する。ただし、天候等の影響で15時台の間に試合が打ち切られた場合、『RCCカープデーゲーム中継』のスタジオバージョン扱いの「ショコラジ」番外編として16:00まで放送を行う。
- 毎週日曜 12:30-14:55（2時間25分）
  - 2019年4月から2020年3月までは、12:00から12:30まで『川上政行と葉山さつきのこんな二人でごめんなさい!』を放送するため、12:30-14:55までの放送となった。

## メインパーソナリティ
- 渕上沙紀（2020年4月5日 - ）3代目メインパーソナリティ

### パーソナリティ
- Wink広島 編集長 つーはん（椿みのり）
- Wink広島 編集部 のん（野上亜衣）
- Wink広島 編集部 おっきー（沖本麻衣）
- Wink福山・備後 編集部 たなべちゃん（田邊友美）
- Wink福山・備後 編集長 のみー（宇都宮久美子）

過去のパーソナリティ
- Wink広島 編集長 すーみん（住田茜）2014年4月 - 2015年3月 ※Winkから卒業のためのショコラジからも卒業
- 音楽担当 おっきー（沖本麻衣）
- Wink福山・備後 編集長 ヨシエッタ（高野由絵）
- Wink福山・備後 編集部 ハロエ（広江佳名子）
- Wink福山・備後 編集部 つっかーさん（塚本明日香）

過去のメインパーソナリティ
- 久保田夏菜 (2014年4月6日 - 2019年9月22日）初代メインパーソナリティ
2016年3月まではRCCアナウンサー。退社後の4月以降はフリーアナウンサー。産休に伴い卒業。
- 田村友里（2019年10月6日 - 2020年3月29日）2代目メインパーソナリティ
入社して半年での起用だったが、月曜夜に開始される生ワイド番組『ヨルノバ』への異動に伴い、1年先輩の渕上に引き継ぐ事となり僅か半年で卒業した。
- 新木緑（2020年12月13日）
元RCCラジオカーキャスタードライバー。渕上が新型コロナウイルス感染者との接触したことが判明し自宅待機となったため急遽代理として出演（オープニングのタイトルコールは渕上の声のまま）。上述の翌週21日の休止を挟んで、28日から渕上が復帰した（なお、渕上は翌14日のテレビ『イマナマ!』も休演し翌々日（15日）の『ごぜん様さま』から職場復帰した。）。